# Округ Батлер (Канзас)
Округ Батлер (енгл. Butler County) је округ у америчкој савезној држави Канзас. По попису из 2010. године број становника је 65.880. Седиште округа је град Ел Дорејдо.

## Демографија
Према попису становништва из 2010. у округу је живело 65.880 становника, што је 6.398 (10,8%) становника више него 2000. године.
| Група             | 2000.          | 2010.          |
| Белци             | 55.655 (93,6%) | 59.920 (91,0%) |
| Афроамериканци    | 819 (1,4%)     | 1.096 (1,7%)   |
| Азијати           | 239 (0,4%)     | 467 (0,7%)     |
| Хиспаноамериканци | 1.336 (2,2%)   | 2.602 (3,9%)   |
| Укупно            | 59.482         | 65.880         |